# Котуњи (Беневенто)
Котуњи је насеље у Италији у округу Беневенто, региону Кампанија.
Према процени из 2011. у насељу је живело 153 становника. Насеље се налази на надморској висини од 211 м.